# Antonio Guiteras

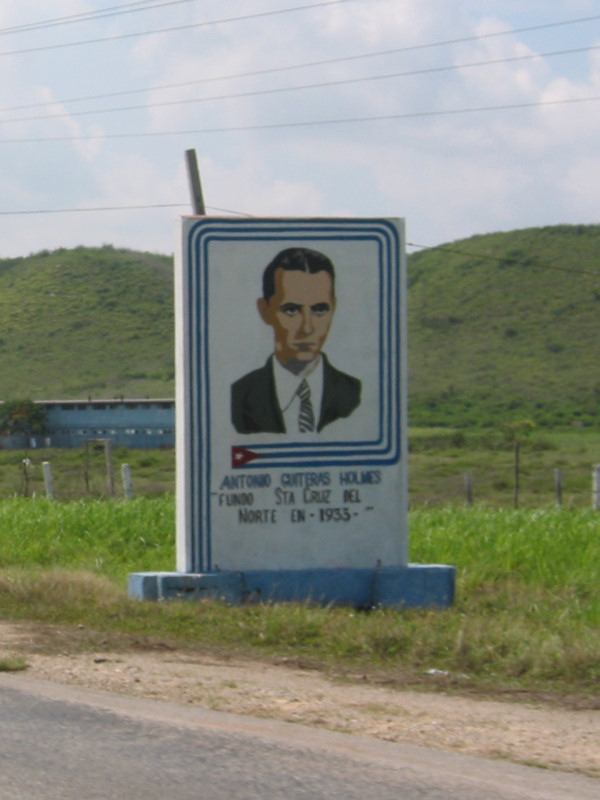
Antonio Guiteras

Antonio Guiteras y Holmes (ur. 22 listopada 1906, zm. 8 maja 1935) – kubański rewolucjonista i socjalista, z zawodu farmaceuta, organizował w latach 1931-1933 partyzantkę przeciwko dyktaturze Gerardo Machado, po którego obaleniu wszedł w skład rządu rewolucyjnego we wrześniu 1933. Opowiadał się za radykalnymi reformami społecznymi. W styczniu następnego roku został odsunięty od władzy. W 1934 założył konspiracyjną organizację Młoda Kuba. Zginął, walcząc z policją.